# Doriano Romboni
Doriano Romboni (Lerici, 8 dicembre 1968 – Latina, 30 novembre 2013) è stato un pilota motociclistico italiano.
Soprannominato Rombo, nei primi anni 90 del XX secolo fece parte delle cosiddette frecce tricolori, insieme a Max Biaggi e Loris Capirossi, che riportarono in auge i colori azzurri nel motomondiale della classe 250.

## Carriera

### Pilota
Nel 1988 ottiene due piazzamenti a podio e chiude ottavo nel Campionato Europeo Velocità Classe 125.
Debutta nella classe 125 del motomondiale nel 1989, alla guida di una Honda. Ottiene come miglior risultato un settimo posto in Gran Bretagna e termina la stagione al 20º posto con 20 punti.
Nel 1990 corre nella stessa classe, sulla Honda del team Moto Club Crostolo. Ottiene le sue prime vittorie (Germania e Olanda), due secondi posti (Francia e Gran Bretagna), due terzi posti (Svezia e Australia) e tre pole position (Germania, Francia e Cecoslovacchia). Termina la stagione al 4º posto con 130 punti.
Nel 1991 passa alla 250, alla guida della Honda del team HB Honda Racing Italy. Ottiene come miglior risultato un sesto posto nel Gran Premio di San Marino e termina la stagione al 15º posto con 32 punti.
Nel 1992 ottiene un terzo posto in Gran Bretagna (nonostante un lunghissimo fuoripista) e il 10º posto finale con 43 punti.
Nel 1993 ottiene due vittorie (Austria e Germania), un secondo posto negli Stati Uniti, un terzo posto in Giappone e due pole position (Austria e Germania) e conclude la stagione al 5º posto con 139 punti. Una caduta durante il gran premio di Assen gli comportò una grave frattura alla gamba destra e lo stop per quattro gare, causandone l'estromissione dalla lotta per il titolo mondiale e compromettendo la stagione successiva (che peraltro fu quella in cui ottenne il miglior piazzamento finale).
Nel 1994 ottiene una vittoria negli Stati Uniti, tre secondi posti (Australia, Spagna e Francia), quattro terzi posti (Austria, Germania, Gran Bretagna ed Europa) e due pole position (Francia e Stati Uniti) e termina la stagione al 4º posto con 170 punti.
Nel 1995 passa al team Honda Agostini. Al Nurburgring si frattura la mano ed è costretto a saltare tre corse. Ottiene una vittoria in Brasile e un terzo posto in Argentina e termina la stagione al 9º posto con 75 punti. Nel 1996 passa alla classe 500 guidando l'Aprilia RSW-2 del team IP Aprilia Racing. Ottiene come miglior risultato un settimo posto in Giappone e si rompe nuovamente lo scafoide della mano come l'anno precedente.  Termina la stagione al 19º posto con 23 punti. Nel 1997 ottiene un terzo posto in Olanda (portando il primo podio all'Aprilia nella massima categoria) e termina la stagione al 10º posto con 88 punti. Nel 1998 passa alla guida della MuZ Weber, ma corre solo una gara, totalizzando 4 punti, dato che in Malesia si frattura lo scafoide della mano destra, che aveva subito traumi già altre volte in precedenza.
Nel 1999 passa al campionato mondiale Superbike, dove il 30 maggio 1999, durante il Gran Premio d'Italia a Monza, subisce un altro grave infortunio con un'altra frattura sempre alla gamba destra (già fratturata nel 1993 ad Assen).
Disputa in totale 12 gare senza raggiungere mai il podio. Nel 2003 dopo uno stop di tre anni, torna alle corse con il team Giesse Racing che lo schiera nel campionato Italiano Superbike, nel 2004 con lo stesso team oltre al campionato italiano prende parte anche a due prove del campionato mondiale Superbike. Al termine di questa stagione, si ritira dall'attività agonistica.

### Dopo il ritiro
Dal 2012 ha ricoperto la carica di direttore sportivo del team Puccetti Racing Kawasaki.
Il 30 novembre 2013 è deceduto a seguito di un incidente durante le prove della seconda edizione del "Sic Supermoto Day", la manifestazione in memoria del pilota Marco Simoncelli tenutasi al circuito del Sagittario di Latina.
Il 3 dicembre, dopo la camera ardente allestita nella sala del Consiglio Comunale di Follo (SP), si sono svolti i funerali a Ceparana (SP) alla presenza di Loris Capirossi, Max Biaggi, Marco Lucchinelli, Ezio Gianola, Alessandro Gramigni, Loris Reggiani e Andrea Dovizioso; inoltre erano presenti il padre di Marco Simoncelli e il presidente della FMI, Paolo Sesti. Romboni è stato sepolto nel cimitero di Ceparana.

## Risultati in gara

### Motomondiale
| 1989 | Classe | Moto  |  |  |    |     |    |    |     |    |    |    |     |   |     |     |    | Punti | Pos. |
| ---- | ------ | ----- |  |  | -- | --- | -- | -- | --- | -- | -- | -- | --- | - | --- | --- | -- | ----- | ---- |
| 1989 | 125    | Honda |  |  | NE | Rit | 10 | 15 | Rit | NE | 17 | 12 | Rit | 7 | Rit | Rit | NE | 20    | 20º  |

| 1990 | Classe | Moto  |  |    |     |     |   |   |   |   |    |   |   |   |  |     |   | Punti | Pos. |
| ---- | ------ | ----- |  | -- | --- | --- | - | - | - | - | -- | - | - | - |  | --- | - | ----- | ---- |
| 1990 | 125    | Honda |  | NE | Rit | Rit | 1 | 6 | 5 | 1 | 11 | 2 | 2 | 3 |  | Rit | 3 | 130   | 4º   |

| 1991 | Classe | Moto  |     |     |    |   |     |    |     |   |  |  |  |   |     |     |     | Punti | Pos. |
| ---- | ------ | ----- | --- | --- | -- | - | --- | -- | --- | - |  |  |  | - | --- | --- | --- | ----- | ---- |
| 1991 | 250    | Honda | Rit | Rit | 13 | 9 | Rit | 13 | Rit | 7 |  |  |  | 6 | Rit | Rit | Rit | 32    | 15º  |

| 1992 | Classe | Moto  |     |   |   |    |    |   |     |     |   |     |   |   |     |  |  | Punti | Pos. |
| ---- | ------ | ----- | --- | - | - | -- | -- | - | --- | --- | - | --- | - | - | --- |  |  | ----- | ---- |
| 1992 | 250    | Honda | Rit | 6 | 6 | 12 | 10 | 7 | Rit | Rit | 7 | Rit | 3 | 4 | Rit |  |  | 43    | 10º  |

| 1993 | Classe | Moto  |   |   |   |   |   |   |     |  |  |  |   |     |   |   |  | Punti | Pos. |
| ---- | ------ | ----- | - | - | - | - | - | - | --- |  |  |  | - | --- | - | - |  | ----- | ---- |
| 1993 | 250    | Honda | 7 | 4 | 3 | 8 | 1 | 1 | Rit |  |  |  | 4 | Rit | 2 | 6 |  | 139   | 5º   |

| 1994 | Classe | Moto  |   |   |   |   |   |   |     |     |   |   |     |   |  |   |  | Punti | Pos. |
| ---- | ------ | ----- | - | - | - | - | - | - | --- | --- | - | - | --- | - |  | - |  | ----- | ---- |
| 1994 | 250    | Honda | 2 | 5 | 6 | 2 | 3 | 3 | Rit | Rit | 2 | 3 | Rit | 1 |  | 3 |  | 170   | 4º   |

| 1995 | Classe | Moto  |   |     |     |   |    |  |  |     |    |   |   |   |  |  |  | Punti | Pos. |
| ---- | ------ | ----- | - | --- | --- | - | -- |  |  | --- | -- | - | - | - |  |  |  | ----- | ---- |
| 1995 | 250    | Honda | 6 | Rit | Rit | 4 | NP |  |  | Rit | NP | 5 | 1 | 3 |  |  |  | 75    | 9º   |

| 1996 | Classe | Moto    |    |    |   |     |   |     |     |     |  |  |  |    |    |  |  | Punti | Pos. |
| ---- | ------ | ------- | -- | -- | - | --- | - | --- | --- | --- |  |  |  | -- | -- |  |  | ----- | ---- |
| 1996 | 500    | Aprilia | NP | 11 | 7 | Rit | 9 | Rit | Rit | Rit |  |  |  | 14 | NP |  |  | 23    | 19º  |

| 1997 | Classe | Moto    |  |    |   |    |    |    |   |     |   |   |   |     |    |    |    | Punti | Pos. |
| ---- | ------ | ------- |  | -- | - | -- | -- | -- | - | --- | - | - | - | --- | -- | -- | -- | ----- | ---- |
| 1997 | 500    | Aprilia |  | NP | 6 | 11 | 10 | 11 | 3 | Rit | 5 | 7 | 7 | Rit | 10 | 10 | 11 | 88    | 10º  |

| 1998 | Classe | Moto      |    |    |  |  |  |  |  |  |  |  |  |  |  |  |  | Punti | Pos. |
| ---- | ------ | --------- | -- | -- |  |  |  |  |  |  |  |  |  |  |  |  |  | ----- | ---- |
| 1998 | 500    | MuZ Weber | 12 | NP |  |  |  |  |  |  |  |  |  |  |  |  |  | 4     | 28º  |

| Legenda | 1º posto        | 2º posto            | 3º posto            | A punti      | Senza punti        | Grassetto – Pole position Corsivo – Giro più veloce |
| Legenda | Gara non valida | Non qual./Non part. | Ritirato/Non class. | Squalificato | '-' Dato non disp. | Grassetto – Pole position Corsivo – Giro più veloce |

### Campionato mondiale Superbike
| 1999 | Moto   |   |   |   |   |    |   |    |    |     |    |  |  |  |  |  |  |  |  |  |  |  |  |  |  |  |  | Punti | Pos. |
| ---- | ------ | - | - | - | - | -- | - | -- | -- | --- | -- |  |  |  |  |  |  |  |  |  |  |  |  |  |  |  |  | ----- | ---- |
| 1999 | Ducati | 9 | 9 | 7 | 8 | 11 | 8 | NP | NP | Rit | NP |  |  |  |  |  |  |  |  |  |  |  |  |  |  |  |  | 44    | 17º  |

| 2000 | Moto   |  |  |  |  |  |  |  |  |  |  |  |  |  |  |  |  |  |  |  |  |   |    |     |    |  |  | Punti | Pos. |
| ---- | ------ |  |  |  |  |  |  |  |  |  |  |  |  |  |  |  |  |  |  |  |  | - | -- | --- | -- |  |  | ----- | ---- |
| 2000 | Ducati |  |  |  |  |  |  |  |  |  |  |  |  |  |  |  |  |  |  |  |  | 7 | 11 | Rit | NP |  |  | 14    | 35º  |

| 2004 | Moto   |  |  |  |  |    |    |  |  |  |  |  |  |  |  |  |  |  |  |    |    |  |  |  |  |  |  | Punti | Pos. |
| ---- | ------ |  |  |  |  | -- | -- |  |  |  |  |  |  |  |  |  |  |  |  | -- | -- |  |  |  |  |  |  | ----- | ---- |
| 2004 | Yamaha |  |  |  |  | NP | NP |  |  |  |  |  |  |  |  |  |  |  |  | 15 | 14 |  |  |  |  |  |  | 3     | 35º  |

| Legenda | 1º posto        | 2º posto            | 3º posto           | A punti      | Senza punti        | Grassetto – Pole position Corsivo – Giro più veloce |
| Legenda | Gara non valida | Non qual./Non part. | Ritirato/Non class | Squalificato | '-' Dato non disp. | Grassetto – Pole position Corsivo – Giro più veloce |